# Ризодиды
Ризодиды (лат. Rhysodidae) — семейство насекомых из отряда жесткокрылых, также рассматриваемое как триба в семействе жужелиц (Carabidae). В семействе описаны более 350 видов в примерно 20 родах. В российской фауне встречаются всего 4 вида из трёх родов.

## Распространение
Встречаются на всех континентах, где есть леса. Наиболее разнообразны в тропиках. Богата их фауна на Новой Гвинее, в Индонезии, на Филиппинах и в северной части Южной Америки.

## Описание
Мелкие жуки вытянутой узкой цилиндрической формы, длина тела от 4,5 до 9,5 мм. Узкоспециализированная древесная группа. Чаще всего они встречаются под рыхлой корой сухостойных деревьев, в пнях и упавших стволах, а также в опилковидных остатках внутри мертвых дуплистых деревьев. Это создало ложное впечатление об обычной среде обитания. Жуки на самом деле живут между слоями мёртвой древесины, где их можно собрать. Они не роют нор или ходов, а проталкиваются между слоями, сжимая по ходу части древесины. Древесные частички отскакивают после прохождения, не оставляя очевидных следов прохождения жуков. Экзоскелет очень толстый и прочный, выдерживающий давление дерева. Считается, что жуки живут на амебоидных стадиях слизевиков (миксомицеты).
Более половины видов ризодин имеют полностью развитые задние крылья, но их редко ловят на световые ловушки и то только в лесах. Вероятно, полёт используется в первую очередь для достижения отмерших участков в верхних частях деревьев, а не для рассредоточения. В редких случаях имаго рудиментарнокрылых видов попадаются в ловушки в лесах, ночью на поверхности упавших брёвен или в лесной подстилке. Помимо мёртвых деревьев, они были найдены в мёртвых частях живых деревьев, включая ветки, только что упавшие с кроны. Они также иногда встречаются в корнях, иногда на глубине до трёх метров. Обычно они встречаются группами.
Все виды варьируются в окраске от темно-красного до почти чёрного. У некоторых видов глаза заметные и функциональны у более светлых, предположительно более молодых экземпляров, но у более темных экземпляров они затемняются темным пигментом.
Личинки живут в коротких туннелях в мёртвой древесине, встречаются редко. Туннель за личинкой забивается древесными фрагментами. Обычно личинки находятся в той же древесине, что и взрослые особи.

## Классификация
Группа жуков, традиционно рассматриваемая в статусе семейства Rhysodidae, или в статусе трибы (или подсемейства) в составе семейства жужелиц (Carabidae).
В семействе выделяют следующие подсемейства (или трибы), которые первоначально были выделены как подтрибы (Bell, Bell, 1978 и 1987), но позднее повышены до ранга триб (Bousquet, Larochelle, 1993).
Классификация остается спорной: американский энтомолог Росс Белл приводит доводы в пользу помещения Rhysodini в Carabidae, в то время как Р. Г. Бейтель (R. G. Beutel) и другие утверждают, что характеристики личинок указывают на то, что ризодиды являются отдельным семейством. Недавний анализ ДНК подтверждает отнесение Rhysodidae к семейству Carabidae.
Надродовые таксоны
- Clinidiinae (Clinidiini, Clinidiina)
- Dhysorinae (Dhysorini, Dhysorina)
- Leoglymmiinae (Leoglymmiini, Leoglymmiina)
- Medisorinae (Medisorini, Medisorina)
- Omoglymmiinae (Omoglymmiini, Omoglymmiina)
- Rhysodinae (Rhysodini, Rhysodina)
- Sloanoglymmiinae (Sloanoglymmiini, Sloanoglymmiina)

Список родов
- Arrowina Bell & Bell, 1978 (Палеарктика, Юго-Восточная Азия)
- Clinidium Kirby 1835
- Dhysores Grouvelle 1903 (Африка)
- Grouvellina Bell & Bell 1978 (Мадагаскар, Коморы)
- Kaveinga Bell & Bell 1978 (Автралазия)
- Kupeus Bell & Bell 1982 (Новая Зеландия)
- Leoglymmius Bell & Bell, 1978 (Австралия)
- Medisores Bell & Bell, 1987 (Южная Африка)[8]
- Neodhysores Bell & Bell 1978 (Южная Америка)
- Omoglymmius Ganglbauer, 1891
- Plesioglymmius Bell & Bell, 1978
- Rhysodes Germar 1822 (Палеарктика)
- Rhyzodiastes Fairmaire 1895
- Shyrodes Grouvelle, 1903 (Юго-Восточная Азия)
- Sloanoglymmius Bell & Bell, 1991 (Австралия)[13]
- Srimara  Bell & Bell, 1978 (Вьетнам)
- Tangarona Bell & Bell 1982 (Новая Зеландия)
- Xhosores  Bell & Bell, 1978 (Южная Африка)
- Yamatosa  Bell & Bell, 1979